# El Clan
Pour les articles homonymes, voir Clan (homonymie).
Pour plus de détails, voir Fiche technique et Distribution.
El Clan est un film argentino-espagnol réalisé par Pablo Trapero, sorti en 2015. Interprété par Guillermo Francella et Peter Lanzani, il est basé sur l'histoire du clan Puccio (en) qui a sévi en Argentine au début des années 1980.
Le film est sélectionné comme entrée argentine pour l'Oscar du meilleur film en langue étrangère lors de la 88e cérémonie des Oscars 2016.

## Synopsis
Arquímedes Puccio est un ancien des services secrets qui se retrouve sans emploi après la guerre des Malouines. Il organise alors des kidnappings, séquestre les victimes dans sa maison et exige des rançons. Son fils Alejandro, star montante du rugby au sein du Club Atlético San Isidro, participe à ces opérations.

## Fiche technique
- Titre original : El Clan
- Réalisation : Pablo Trapero
- Scénario : Pablo Trapero, Julian Loyola, Esteban Student
- Musique : Sebastián Escofet
- Photographie : Julián Apezteguia
- Montage : Alejandro Carrillo Penovi et Pablo Trapero
- Sociétés de production : El Deseo, Matanza Cine, Kramer & Sigman Films
- Distribution :
- Pays de production :  Argentine et  Espagne
- Budget :
- Langue originale : espagnol
- Format : couleurs
- Genre : Biopic, drame, thriller et film de gangsters
- Durée : 112 minutes
- Dates de sortie :
  - Argentine: 13 août 2015
  - Italie : 2 septembre 2015  (Mostra de Venise 2015)
  - France 10 février 2016

## Distribution
- Guillermo Francella (VF : Patrick Béthune) : Arquímedes Puccio, le père et chef du clan
- Peter Lanzani (VF : Fabrice Fara) : Alejandro Puccio, fils aîné d'Arquímedes
- Antonia Bengoechea (VF : Lisa Caruso) : Adriana Puccio, fille benjamine d'Arquímedes
- Gastón Cocchiarale (VF : Fabrice Trojani) : Maguila Puccio, fils cadet d'Arquímedes
- Stefanía Koessl (VF : Karine Foviau) : Mónica, petite amie d'Alejandro
- Raymond E. Lee : Dirigent 1
- Franco Masini : Guillermo Puccio, fils benjamin d'Arquímedes
- Fernando Miró : Anibal Gordon
- Giselle Motta (VF : Camille Donda) : Silvia Puccio, fille aînée d'Arquímedes
- Juan Cruz Márquez de la Serna : Oveja Gonzalo
- Lili Popovich : Epifanía Puccio, épouse d'Arquímedes

Source et légende : version française (VF) selon le site RS Doublage et selon le carton de doublage.

## Accueil

### Public
El Clan rencontre un vif succès auprès du public argentin et bat des records d'audience totalisant 2 613 558 spectateurs.

### Critique
El Clan reçoit dans l'ensemble des critiques positives dans les médias français.
Guillermo Francella, célèbre acteur comique argentin ici à contre emploi, interprète brillamment un Arquímedes Puccio terrifiant et magnétique que ses meurtres commis en famille laisse complètement insensible et sans remords après avoir participé aux crimes de masse commandités par l'État. Ce pater familias inflexible entretient avec son fils aîné, Alejandro, une relation faite d'autorité et de manipulation perverse qui sous-tend tout le film. Peter Lanzani, un ancien rugbyman devenu acteur, incarne avec justesse un Alejandro parfois saisi de remords mais dont le combat intérieur est perdu d'avance face à ce père charismatique et démoniaque. De même, l'emprise qu'il exerce sur toute la famille qu'il contraint au silence et à la surdité alors que les victimes hurlent dans le sous-sol, pose la question du libre arbitre tandis que celle de la banalité du mal s'impose face à des protagonistes qui agissent sans état d'âme.
La réalisation de Pablo Trapero est maîtrisée en particulier dans les plans séquences : il filme ce fait divers comme un thriller à l'américaine. Les critiques notent sa filiation avec Martin Scorsese, jugée le plus souvent positive, certains la trouve cependant écrasante. Ces derniers déplorent également que Trapero ait privilégié l'académisme et l'efficacité, voire le décoratif, au détriment de la candeur de ses premiers films.

### Distinctions

#### Récompenses
- Mostra de Venise 2015 : Lion d'argent du meilleur réalisateur[12].
- 30e cérémonie des Goyas : meilleur film ibéroaméricain

#### Nominations et sélections
Sélectionné pour représenter l'Argentine aux Oscar du meilleur film en langue étrangère 2016